# Naselje Stjepana Radića
Naselje Stjepana Radića – wieś w Chorwacji, w żupanii zagrzebskiej, w mieście Vrbovec. W 2011 roku liczyła 246 mieszkańców.